# (926) Imhilde
(926) Imhilde ist ein Asteroid des Hauptgürtels, der am 15. Februar 1920 von dem deutschen Astronomen K. Reinmuth in Heidelberg entdeckt wurde.
Der Asteroid trägt nach traditionellem Vorbild einen weiblichen Vornamen, der jedoch keiner speziellen Person zugeordnet ist.